# Costanzo Ferrari
Costanzo Ferrari (Sale Marasino, 25 maggio 1815 – Parigi, 7 maggio 1868) è stato uno scrittore, giornalista e saggista italiano.

## Biografia
È stato il più importante letterato e patriota di Sale Marasino, paese che sorge sulle sponde del lago d'Iseo. Fra le sue opere principali si ricorda il poemetto Un omaggio alla patria ovvero il Sebino, composto nel 1843 e dedicato a Carlo Cocchetti da Rovato, anche lui patriota e storico che gli resterà per sempre amico (al paese natìo dedica 205 endecasillabi sciolti della prima parte e 22 della seconda). 
Dopo queste prime esperienze poetiche si dedicò ai romanzi, tra cui Tiburga Oldofredi, scene storiche del sec. XIII, ambientato a Iseo e a Castel Montecchio di Credaro; Maria da Brescia ovvero l'amore e la patria. Episodio della rivoluzione lombarda negli anni 1848-49, autobiografico.
Scrisse anche racconti, tra cui spicca La croce di Pezzuolo, storia romantica di sbirri e contrabbandieri di sale, amori impossibili e storici rapporti tra Gardone Valtrompia e Sale.
Nel 1848, divenuto mazziniano, partecipò ai moti risorgimentali combattendo nella Guardia Nazionale di Brescia. Dopo il fallimento della prima guerra d'indipendenza si rifugiò, esule, in Piemonte (documentati sono i suoi soggiorni a Torino, Cuneo e Vercelli) da dove incominciò a dedicarsi al giornalismo, in particolar modo politico e difensore della causa italiana.
Raggiunto da accuse di collaborazionismo con l'Austria, fece perdere le sue tracce e si trasferì a Parigi, dove restò fino alla morte dedicandosi alla critica della letteratura francese contemporanea e al giornalismo (collaborando con il Courrier franco-italien, fondato e diretto dal patriota siciliano Giacinto Carini), collocandosi nell'ambiente dell'emigrazione italiana che contribuì a creare un movimento di opinione favorevole all'Italia.
Per molti decenni fu dimenticato in patria seppure ancora letto e apprezzato in Francia. Fu riscoperto fra la fine degli anni '80 e l'inizio degli anni '90 in seguito ad approfondite ricerche in Italia e a Parigi da parte dello storico e ricercatore Flavio Guarneri, promosse dall'Ateneo di Brescia, dalla Fondazione Civiltà Bresciana, dall'Università Cattolica del Sacro Cuore e dal comune di Sale Marasino.
Recentemente (2016) la biblioteca comunale di Sale Marasino è stata dedicata a Costanzo Ferrari.

## Poetica
Se narrativamente si colloca nel consueto filone del romanzo storico di matrice manzoniana (Tiburga Oldofredi, scene storiche del secolo XIII, 1846-1847; Valore e sventura, episodio storico della gloriosa difesa di Vercelli contro le armi di Spagna nel 1617, 1851; Lorenzo Gigli, episodio storico della Lega di Cambrai, 1858, interrotto), è altrettanto vero che con Maria da Brescia, ovvero l'amore e la patria di fatto si sposta sul romanzo contemporaneo (se si vuole: storico-contemporaneo), dato che questo Episodio della rivoluzione lombarda negli anni 1848-49, così il sottotitolo, è pubblicato proprio nel 1849. Ma Ferrari è culturalmente importante in particolare per il rivestito ruolo di tramite e informatore culturale tra Francia e Italia: da un lato dedicandosi a una cospicua attività di traduttore in francese di opere italiane, culminata nella versione del Principe commissionatagli dalla Bibliothèque Nationale, e nel tuttora apprezzato Grand Dictionnaire francais-italien et italien-francais; dall'altro, e soprattutto, con le recensioni che viene stendendo per il "Messaggere di Parigi" prima e per "L'alba" poi, nelle quali esprime giudizi soprattutto negativi sul genere in voga di Dumas padre, Fèval e di molti altri appartenenti al genere appendicistico e al feuilleton, sul romanzo nero e su quello intimistico-erotico alla George Sand: cui contrappone per esempio il valore letterario e l'originalità di Madame Bovary, della cui assoluzione si compiace (non fa cenno invece di Les fleurs du mal e delle relative disavventure giudiziarie).